# Diocese de Khandwa
A Diocese de Khandwa (Latim:Dioecesis Khandvaënsis) é uma diocese localizada no município de Khandwa, no estado de Madia Pradexe, pertencente a Arquidiocese de Bhopal na Índia. Foi fundada em 3 de fevereiro de 1977 pelo Papa Paulo VI. Com uma população católica de 38.178 habitantes, sendo 0,8% da população total, possui 36 paróquias com dados de 2018.

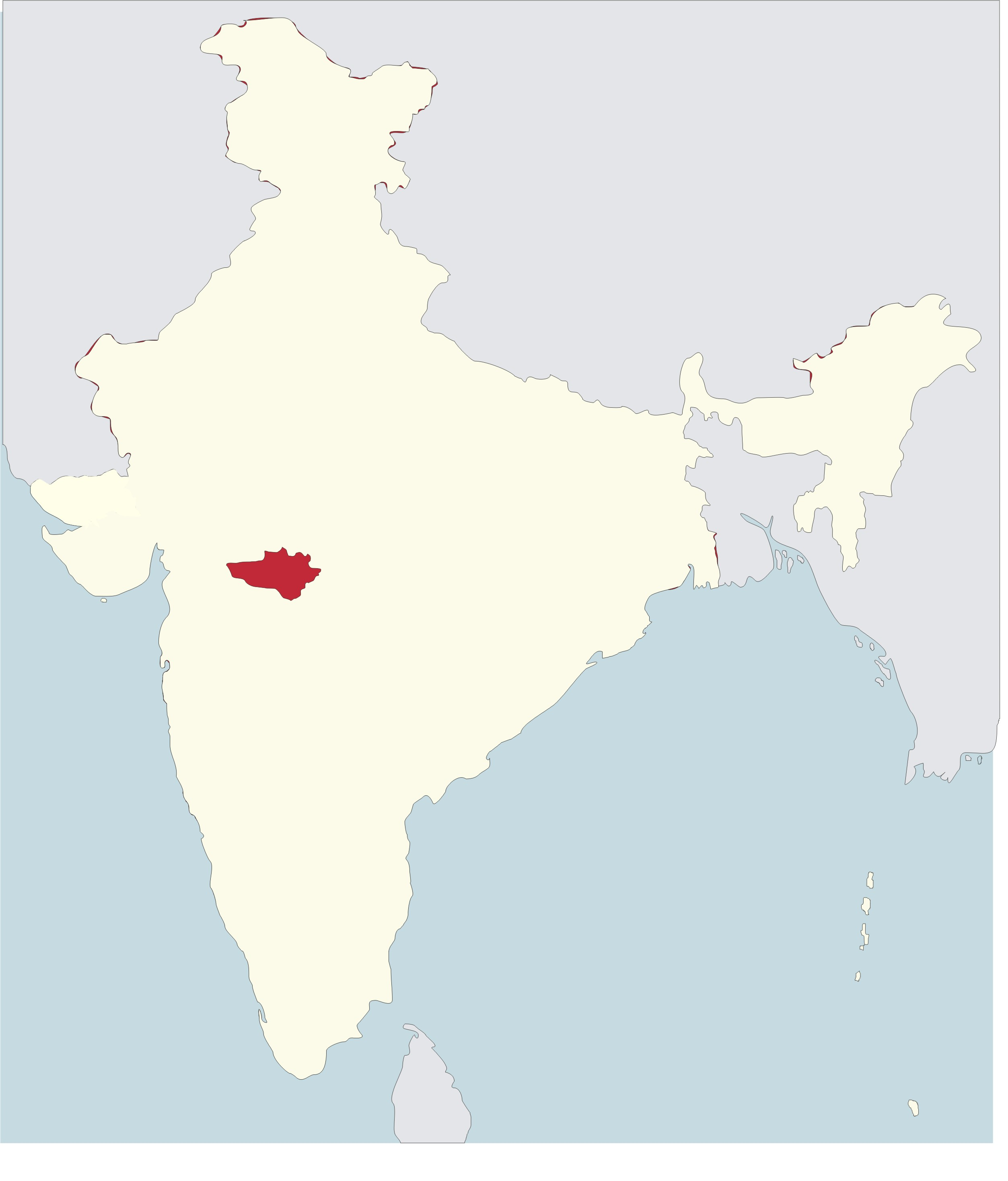
Localização da diocese no mapa

## História
Em 3 de fevereiro de 1977 o Papa Paulo VI cria a Diocese de Khandwa através do território da Diocese de Indore.

## Lista de bispos
A seguir uma lista de bispos desde a criação da diocese em 1977.
|        | Nome                       | Período     | Notas                       |
| Bispos | Bispos                     | Bispos      | Bispos                      |
| ------ | -------------------------- | ----------- | --------------------------- |
| 4º     | Augustine Madathikunnel    | 2024-       | Atual                       |
| 3º     | Alangaram Durairaj, S.V.D. | 2009 - 2021 | Nomeado arcebispo de Bhopal |
| 2º     | Leo Cornelio, S.V.D.       | 1999 - 2007 | Nomeado arcebispo de Bhopal |
| 1º     | Abraham Viruthakulangara   | 1977 - 1998 | Nomeado arcebispo de Nagpur |